# Filmfare Award
Die Filmfare Awards sind die ältesten und wichtigsten Auszeichnungen, die Hindi-Filmen in Indien verliehen werden.
Die Preise wurden zum ersten Mal im Jahr 1954 und seitdem jährlich vergeben. Leser des Filmfare-Magazins stimmen über die Gewinner aus den Nominierten ab, die in einer Vorauswahl durch ein Expertenkomitee bestimmt werden. Bei der ersten Preisverleihung wurden Preise in nur fünf Kategorien verliehen. Inzwischen sind es mehr als dreißig. Es gibt auch eine separate Kategorie für Kritikerpreise, die von Filmkritikern und nicht vom Publikum verliehen werden. In den Jahren 1987 und 1988 gab es keine Preisverleihung.
Die ansonsten schwarzen Trophäen wurden zum 25. Jubiläum in Silber und zum 50. in Gold gefertigt.

## Preise

### Künstlerische Preise
- Bester Film
- Beste Regie
- Bester Hauptdarsteller
- Beste Hauptdarstellerin
- Bester Nebendarsteller
- Beste Nebendarstellerin
- Bester Schurke
- Bester Komiker
- Bestes Debüt
- Beste Musik
- Bester Liedtext
- Bester Playbacksänger
- Beste Playbacksängerin

### Technische Preise
- Bestes Szenenbild
- Beste Stuntregie
- Beste Kamera
- Bester Schnitt
- Beste Choreografie
- Beste Story
- Bestes Drehbuch
- Beste Hintergrundmusik
- Bester Dialog
- Bester Ton
- Beste visuelle Effekte
- Beste Kostüme

### Kritikerpreise
- Bester Film
- Bester Darsteller
- Beste Darstellerin

### Spezialpreise
- Lebenswerk
- Lux New Face (1989–1995)
- Power Award
- Besondere Leistung
- RD Burman Award
- Beste Filmszene

Anlassbezogen wurden Auszeichnungen kreiert, die jeweils nur einmal vergeben wurden:
- 1998 wurden Rajiv Kapoor und Randhir Kapoor zum fünfzigjährigen Bestehen der von ihrem Vater gegründeten Produktionsfirma R.K. Films beglückwünscht
- 2005 zur 50. Verleihung der Filmfare Awards wurde Sholay als bester Film aus 50 Jahren ausgezeichnet

Weitere Spezialpreise erhielten:
- 1990 Rajesh Khanna
- 1995 Lata Mangeshkar
- 1996 Asha Bhosle
- 1997 Govinda
- 1998 Jaya Bhaduri und Rishi Kapoor
- 1999 Shekhar Kapur
- 2000 Amitabh Bachchan als Superstar of the Millennium
- 2002 Anu Malik
- 2009 Vandan Kataria, Monica und Angelica Bhowmick für Oye Lucky! Lucky Oye! (Best Production Design)